# Tshikapa
Tshikapa er hovedstaden i Kasai-provinsen i Den Demokratiske Republik Congo. Byen ligger 60 km nord for grænsen til Angola og 189 km vest for Kananga ved sammenløbet af floderne Tshikapa og Kasai. Ifølge optegnelser udgivet af Utrecht University-biblioteket er byens befolkning vokset fra 38.900 i 1970 til 180.900 i 1994. De to nylige Congo-krige har imidlertid forårsaget store svingninger i befolkningen, hvilket gør de nuværende tal upålidelige. Tshikapa har været et sted for diamantudvinding siden grundlæggelsen i det tidlige 20. århundrede. Byen blev grundlagt af Forminière, et amerikansk/belgisk minekonsortium, som opdagede diamanter i nærheden af dette sted i begyndelsen af 1900-tallet.

## Galleri
- Forsoningsmarkedet
- Hospital.
- Saint Andre kirke.
- St. Vincent de Paul kirke .
- Bro over floden i Tshikapa.